# 時代物
時代物（じだいもの）とは、歌舞伎や人形浄瑠璃の演目のうち、江戸時代の庶民の日常からかけ離れた話題、すなわち遠い過去の出来事や、武家や公家の社会に起きた出来事などを扱ったものをいう。
逆に、江戸時代の庶民の日常そのものである市井の話題や風俗などを扱った演目のことを、世話物（せわもの）といい、中でも写実的な演出、演技が濃いものを生世話物（きぜわもの）という。

## 時代物の種類
時代物は、基本的には江戸時代における時代劇だと考えて差し支えない。ただし、江戸時代には徳川家とその配下の武将に関する劇が禁じられていたため、より古い時代に仮託して同時代の事件を表現することがあった。例えば『仮名手本忠臣蔵』は明らかに赤穂事件に取材しているが、江戸時代（作者にとっての現在）ではなく足利時代の出来事であるかのようにして描いている。そこから、時代物は次の4種類に大別することができる。

### 遠い過去の物語や出来事
江戸時代から見て遠い過去の時代、すなわち江戸時代よりも前の時代（安土桃山時代・戦国時代・室町時代・南北朝時代・鎌倉時代など）を扱う演目は、基本的にそのすべてが時代物である。従って武家社会を描く演目がその大多数を占めるが、武家社会が始まる前の時代（平安時代・奈良時代・飛鳥時代）を扱う演目もいくつかあり、これらは時代物の中でも特に王朝物（おうちょうもの）と呼ばれる。王朝物が描くのは公家社会である。
| 演目               | 下敷きとなった出来事                     | 歴史的時代区分 | 系統               | 物語の世界         |
| ------------------ | ---------------------------------------- | -------------- | ------------------ | ------------------ |
| 『妹背山婦女庭訓』 | 乙巳の変（大化の改新）と蘇我入鹿の滅亡   | 飛鳥時代       | 王朝物             | 王朝の世界         |
| 『鶊山姫捨松』     | 中将姫と奈良當麻寺の蓮糸曼荼羅の伝説     | 奈良時代       | 王朝物             | 王朝の世界         |
| 『蘆屋道満大内鑑』 | 葛の葉ぎつねの恩返しと子別れの伝説       | 平安時代前期   | 王朝物             | 王朝の世界         |
| 『菅原伝授手習鑑』 | 昌泰の変（菅原道真の左遷）と天神信仰     | 平安時代中期   | 王朝物             | 王朝の世界         |
| 『平家女護島』     | 俊寛僧都と鬼界ヶ島の孤独の伝承           | 平安時代後期   | 王朝物             | 『平家物語』の世界 |
| 『義経千本桜』     | 義経・弁慶主従の流浪譚と静御前の悲哀     | 平安時代末期   | 判官物（義経記物） | 『義経記』の世界   |
| 『寿曾我対面』     | 曾我兄弟が父の仇・工藤祐経を討った事件   | 鎌倉時代初期   | 曾我物             | 曾我兄弟仇討の世界 |
| 『大塔宮曦鎧』     | 元弘の乱と鎌倉幕府の滅亡                 | 鎌倉時代末期   | 太平記物           | 『太平記』の世界   |
| 『神霊矢口渡』     | 新田義興が矢口の渡しで謀殺された事件     | 南北朝時代     | 太平記物           | 『太平記』の世界   |
| 『小栗判官照手姫』 | 小栗判官と照手姫が愛を貫いて結ばれる伝説 | 室町時代       | 小栗判官物         | 小栗判官の世界     |
| 『本朝廿四孝』     | 甲斐の武田・越後の上杉と信州川中島合戦   | 戦国時代       | 甲陽軍記物         | 『甲陽軍鑑』の世界 |
| 『絵本太功記』     | 明智光秀の「三日天下」                   | 安土桃山時代   | 太閤記物           | 『太閤記』の世界   |

### 豊臣家がらみの出来事
徳川幕府とは、天下統一を達成した豊臣秀吉が構築した豊臣政権の最有力大名だった徳川家康が、秀吉の死後に関ヶ原で豊臣家から力ずくで奪った政権だった。さらに続く大坂の陣では、大坂になお残る秀吉の遺児・秀頼とその母・淀君を理不尽な理由と謀略で挑発し、前後2回にわたって諸国から延べ35万の大軍を動員、さらにはいかさまもどきの和睦交渉で難攻不落の大坂城を裸城にして攻め落とし、なりふり構わず豊臣家をこの世から消し去ってしまったものだった。
こうした背景から、秀吉や豊臣家を主題とした軍記物や物語には江戸時代を通じて公儀が常に目を光らせていた。庶民の英雄である太閤秀吉の人気は衰えることがなかった。しかし秀吉の生涯をありのままに描くと、そこにはちょっと違った見方をすれば家康を暗に批判しているもとられかねないような表現の介在する余地が十分にあったからである。したがって秀吉や豊臣政権はもとより、秀頼や淀君、さらには秀吉子飼の加藤清正や福島正則などの活躍を題材とした芝居では、それを書く狂言作者たちも特に神経を使ったのである。したがってそうした芝居は、江戸時代より前の時代の「世界」に仮託して描かざるを得なかった。登場人物を、例えば木下藤吉郎を此下東吉（このした とうきち）、羽柴秀吉を真柴久吉（ましば ひさきち）などと書き替えていたのはまだ序の口で、『近江源氏先陣館』や『鎌倉三代記』という演目になるとそのあらすじは大坂の陣を描いたものあることが明白で、北条時政や比企能員といった鎌倉時代初期に実在した人物に仮託されて描かれているのは、徳川家康その人にほかならない。
| 演目               | 下敷きとなった出来事 | 歴史的時代区分 | 系統       | 物語の世界         | 仮託した時代 |
| ------------------ | -------------------- | -------------- | ---------- | ------------------ | ------------ |
| 『近江源氏先陣館』 | 大坂冬の陣           | 江戸時代初頭   | 大坂軍記物 | 『大坂軍記』の世界 | 鎌倉時代     |
| 『鎌倉三代記』     | 大坂夏の陣           | 江戸時代初頭   | 大坂軍記物 | 『大坂軍記』の世界 | 鎌倉時代     |

### 諸藩で起きたお家騒動
江戸時代の庶民の目から見て、遥か彼方のまるで雲の上のような異質な環境、すなわち御所（皇居）や殿中（江戸城中）そして御殿（藩庁や江戸藩邸）などを舞台とする芝居は、たとえそれが江戸時代になってからの出来事であっても、つい数か月前に起きたばかりの事件であっても、それらを一律に時代物として扱った。
その理由は二つある。まず演出上、こうした場所で登場人物が見せる動作や交す言葉には、庶民の仕種や会話との鮮明な違いが求められたことがあげられる。そうした演出は極めて大仰で様式的なものにならざるを得ず、その結果内容も自然と時代がかったものになったのである。
いま一つの理由は、こうした環境のもとで繰り広げられる出来事のうち、庶民の関心事といえばそれはもっぱら「国崩し」（国家転覆）や「お家騒動」（お家乗っ取り）に他ならなかったことである。そもそもお家騒動というものは善玉と悪玉があってはじめて物語が成り立つが、かといってその善悪の内容を詳細を描くと、ここでもまた一つ間違えば御政道の批判と受け止められかねない余地があった。したがってこうした内容の芝居を実録風に仕立て上げることは、江戸時代を通じて固く厳しく禁じられていた。そこでこうした題材の芝居もすべて江戸時代より前の時代の「世界」に仮託して描いたのである。これらの演目は時代物の中でも特に御家物（おいえもの）と呼ばれる。
| 演目               | 下敷きとなった出来事                     | 歴史的時代区分 | 系統   | 物語の世界       | 仮託した時代     |
| ------------------ | ---------------------------------------- | -------------- | ------ | ---------------- | ---------------- |
| 『黒白論織分博多』 | 寛永9年に福岡藩で起きた黒田騒動          | 江戸時代前期   | 御家物 | 『太平記』の世界 | 『太平記』の時代 |
| 『伽羅先代萩』     | 寛文11年に仙台藩で起きた伊達騒動         | 江戸時代前期   | 御家物 | 『先代萩』の世界 | 『太平記』の時代 |
| 『仮名手本忠臣蔵』 | 浅野長矩の殿中刃傷と赤穂浪士の吉良邸討入 | 江戸時代中期   | 御家物 | 『忠臣蔵』の世界 | 『太平記』の時代 |
| 『加々見山旧錦絵』 | 延享5年前後に加賀藩で起きた加賀騒動      | 江戸時代中期   | 御家物 | 『鏡山物』の世界 | 『太平記』の時代 |
| 『小笠原諸礼忠孝』 | 享和3年に小倉藩で起きた小笠原騒動        | 江戸時代後期   | 御家物 | 『太平記』の世界 | 『太平記』の時代 |

### 異国で起きた事件
時代や世界の設定とはかかわりなく、登場人物の風俗や設定がいかにも古色蒼然としていたり、異国情緒にあふれていたりして、江戸時代的ではない演目も、それを時代物として扱った。
| 演目           | 下敷きとなった出来事                    | 歴史的時代区分 | 系統   | 物語の世界       |
| -------------- | --------------------------------------- | -------------- | ------ | ---------------- |
| 『国性爺合戦』 | 鄭成功の明朝復辟活動と台湾鄭氏政権 樹立 | 江戸時代前期   | 異国物 | 『国性爺』の世界 |

またここから転じて、大仰で様式的な演技やせりふ廻し、またそうした演出が型として求められる部分を単に時代（じだい）ということもある。